# Leucothea
Leucothea är ett släkte av kammaneter. Leucothea ingår i familjen Leucotheidae.
Leucothea är enda släktet i familjen Leucotheidae.
Kladogram enligt Catalogue of Life:
| Leucothea | \| \| Leucothea grandiformis \| \| \| \| \| \| Leucothea japonica \| \| \| \| \| \| Leucothea multicornis \| \| \| \| \| \| Leucothea ochracea \| \| \| \| \| \| Leucothea pulchra \| \| \| \| |
|           | \| \| Leucothea grandiformis \| \| \| \| \| \| Leucothea japonica \| \| \| \| \| \| Leucothea multicornis \| \| \| \| \| \| Leucothea ochracea \| \| \| \| \| \| Leucothea pulchra \| \| \| \| |
|           | Leucothea grandiformis |
|           | |
|           | Leucothea japonica |
|           | |
|           | Leucothea multicornis |
|           | |
|           | Leucothea ochracea |
|           | |
|           | Leucothea pulchra |
|           | |